# Kotys III (król Bosporu)
Kotys III, właśc. Tyberiusz Juliusz Kotys II Filokajsar Filoromajos Eusebes (gr.: Τιβέριος Ἰούλιος Κότυς Φιλόκαισαρ Φιλορώμαίος Eυσεbής, Tibérios Ioúlios Kótys Filókaisar Filorṓmaíos Eusebḗs) (zm. 234) – król Bosporu z dynastii Asandrydów od 227 do swej śmierci. Najstarszy syn i spadkobierca Tyberiusza Juliusza Reskuporisa II Filokajsara Filoromajosa Eusebesa, króla Bosporu.
Kotys III otrzymał imię na cześć prapradziadka ojczystego Tyberiusza Juliusza Kotysa II Filokajsara Filoromajosa Eusebesa, króla Bosporu. Przez swego ojca miał perskich, greckich, rzymskich i trackich przodków. Był potomkiem różnych dynastii i rodów: pontyjskich Mitrydatydów, syryjskich Seleucydów, macedońskich Antypatrydów, macedońskich Antygonidów, trackiej dynastii sapejskiej, Antoniuszów rzymskich. Poprzez triumwira rzymskiego Marka Antoniusza, był spokrewniony z różnymi członkami rzymskiej dynastii julijsko-klaudyjskiej, pierwszej dynastii rządzącej cesarstwem rzymskim.
W 227 r. Kotys III objął tron po śmierci ojca. Na bitych przez niego zachowanych monetach tytuł królewski w języku greckim brzmi ΒΑCΙΛΕѠC ΚΟΤYΟC („[Moneta] króla Kotysa”). Był ostatnim królem panującym o tym imieniu. Podczas swego panowania był współczesny rządom cesarza rzymskiego Aleksandra Sewera. Dwa lata później Kotys zaczął rządzić razem ze swym prawdopodobnie młodszym bratem, Tyberiuszem Juliuszem Sauromatesem III. Dzielił się z nim władzą do jego śmierci w 233 r. Żoną Kotysa III była nieznana z imienia szlachetna kobieta. Nic nie wiadomo, czy to małżeństwo miało potomstwo.
Podczas jego panowania wybijano ostatnie złote monety bosporańskie. Po jego rządach, zaniechano bicia złotych monet. Zastąpiono je brązowymi lub srebrnymi monetami. Mało jest znanych informacji na temat jego panowania i życia. Kiedy Kotys III zmarł w 234 r., został zastąpiony przez Tyberiusza Juliusza Reskuporisa III i Tyberiusza Juliusza Inintimajosa Filokajsara Filoromajosa Eusebesa, prawdopodobnie synów jego młodszego brata Sauromatesa III.